# Materia grave (teologia)
La materia grave è descritta in 
teologia morale come una delle tre condizioni per compiere un peccato mortale ed è ciò che definisce la gravità di tale peccato.
Il Catechismo della Chiesa Cattolica afferma che la materia grave "è precisata dai dieci comandamenti, secondo la risposta di Gesù al giovane ricco: 'Non uccidere, non commettere adulterio, non rubare, non dire falsa testimonianza, non frodare, onora il padre e la madre" Mc 10,19.
I teologi distinguono tra due tipi di materia grave:
- vi sono peccati generalmente gravi: in questi casi si parla di materia grave ex genere suo, "materia grave per il suo genere".
- vi sono altri peccati che oggettivamente sono sempre gravi: in questi casi si parla di materia grave ex toto genere suo, "materia grave in tutto il suo genere".

Tale distinzione è importante:
- nei primi vi può essere, e anche abbastanza spesso, materia lieve (datur parvitas materiae, "si dà materia lieve");
- nei secondi c'è sempre materia grave, e pertanto non vi è mai materia lieve (non datur parvitas materiae, "non si dà materia lieve"): essi sono di suo sempre gravi in quanto alla materia.

Vi sono poi alcuni peccati per i quali la materia è sempre lieve e che sono detti appunto peccati veniali.

## Peccati la cui materia può essere grave
È materia generalmente grave quella di molti peccati commessi contro la seconda tavola del decalogo: si ha materia lieve quando non si viola sostanzialmente il precetto, ma si continua a conservare al prossimo un certo rispetto; si ledono sostanzialmente i beni materiali o spirituali del prossimo; ovvero, si offendono solo marginalmente quei beni, mentre sostanzialmente vengono conservati.
Per questi peccati si parla di materia divisibile.
I peccati la cui materia può essere grave, ma non lo è necessariamente, sono:
- contro il 4º comandamento: battibecchi o screzi in famiglia, disobbedienze, parole ingiuriose, maldicenze, pettegolezzi;
- contro il 7º comandamento: il furto;
- contro l'8º comandamento: calunnie, bugie;
- contro il 9º comandamento: pensieri impuri senza volontà di mettere in atto le cose, volgarità;
- contro il 10º comandamento: invidia delle cose altrui; desideri di avere quanto non si può possedere.

## Peccati la cui materia è sempre grave
C'è sempre materia grave nei peccati: 
- contro le virtù teologali;
- contro la cosiddetta "virtù di religione" (cioè la giustizia verso di Dio, che consiste nel rendere Lui il dovuto culto e nel servizio a Lui, come giusta sottomissione);
- contro i precetti della seconda tavola del decalogo che hanno a che fare con valori molto alti.

Per questi peccati si usa anche l'espressione materia indivisibile.
Tra i peccati la cui materia è sempre grave si possono elencare:
- i peccati contro le virtù teologali: eresia, apostasia, insubordinazione alle verità di fede, disperazione della salvezza, presunzione di salvarsi senza merito, odio di Dio e del prossimo, fare volutamente del male al prossimo;
- contro il 1º comandamento: l'abbandono di Dio, il culto a satana, il ricorso a maghi e fattucchieri, le forme gravi di superstizione, l'assenza abituale di preghiera;
- contro il 2º comandamento: la bestemmia, il giurare il falso, la violazione dei voti;
- contro il 3º comandamento: non partecipare alla Messa nei giorni di domenica e nelle altre feste comandate, fare la Comunione eucaristica avendo peccati gravi non ancora confessati;
- contro il 5º comandamento: omicidio, aborto, suicidio, eutanasia, uso di sostanze stupefacenti;
- contro il 6º comandamento: autoerotismo, fornicazione, rapporti prematrimoniali e omosessuali, contraccezione coniugale, adulterio, violenza carnale, pedofilia.

## Peccati la cui materia è sempre lieve
Sono di per sé peccati veniali quelli che non soddisfano una delle tre condizioni per avere un peccato mortale; quelle azioni che indeboliscono la carità ma non distruggono la comunione con Dio (la grazia), che sono poco edificanti, indeboliscono la vita spirituale e rallentano il progresso spirituale: la ricerca della vanagloria, l'eccessivo zelo per la propria figura, la gola, il perdere tempo.